# تراشه روی برد

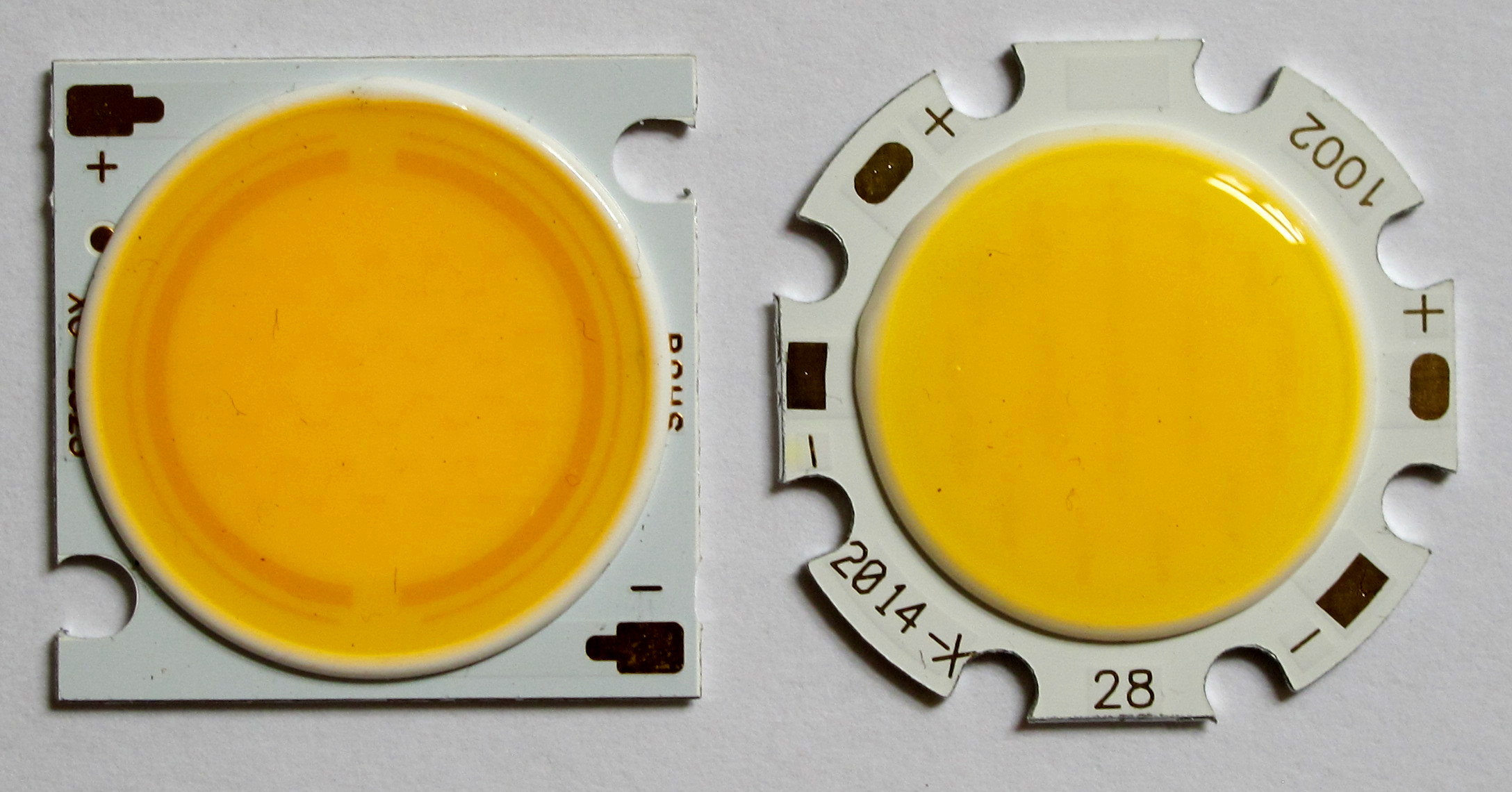

تراشه روی بُرد (انگلیسی: Chip on board) یا کوب (COB) یکی از روش‌های ساخت مدارهای الکترونیکی می‌باشد که در آن مدار مجتمع (به‌طور مثال: ریزپردازندهها) به صورت مستقیم به یک برد مدار چاپی سیم‌بندی و پیوند می‌شوند. و با یک لایه اپوکسی پوشش داده می‌شود.
با حذف بسته‌بندی تک‌تک قطعات نیم‌رسانا، محصول نهایی نیز می‌تواند فشرده‌تر، سبک‌تر و ارزان‌تر باشد. بنابر برخی دلایل، ساختارهای کوب عملکرد مدارهای رادیویی را با کاهش مواردی که منجر به اندوکتانس و ظرفیت خازنی بیشتر مدار مجتمع می‌شود، بهبود بخشیدند.
به‌طور اساسی طراحی کوب به دومرحله بسته‌بندی تقسیم می‌شود:
مرحله اول (چیدمان قطعات) و مرحله دوم (سیم‌کشی بُرد) که به آن «مرحله ۱٫۵» نیز می‌گویند.

## کاربردها
آرایه‌های کوب در LEDهای نوری توانسته‌اند نورپردازی توسط LEDها را کارآمدتر سازند.
LEDهای کوب شامل یک لایه سیلیکن محتوی CE زرد هستند؛ فسفر YAG که LEDها را محصور کرده‌است و بدین ترتیب نور آبی رنگ LEDها را به نور سفید تبدیل می‌کند.

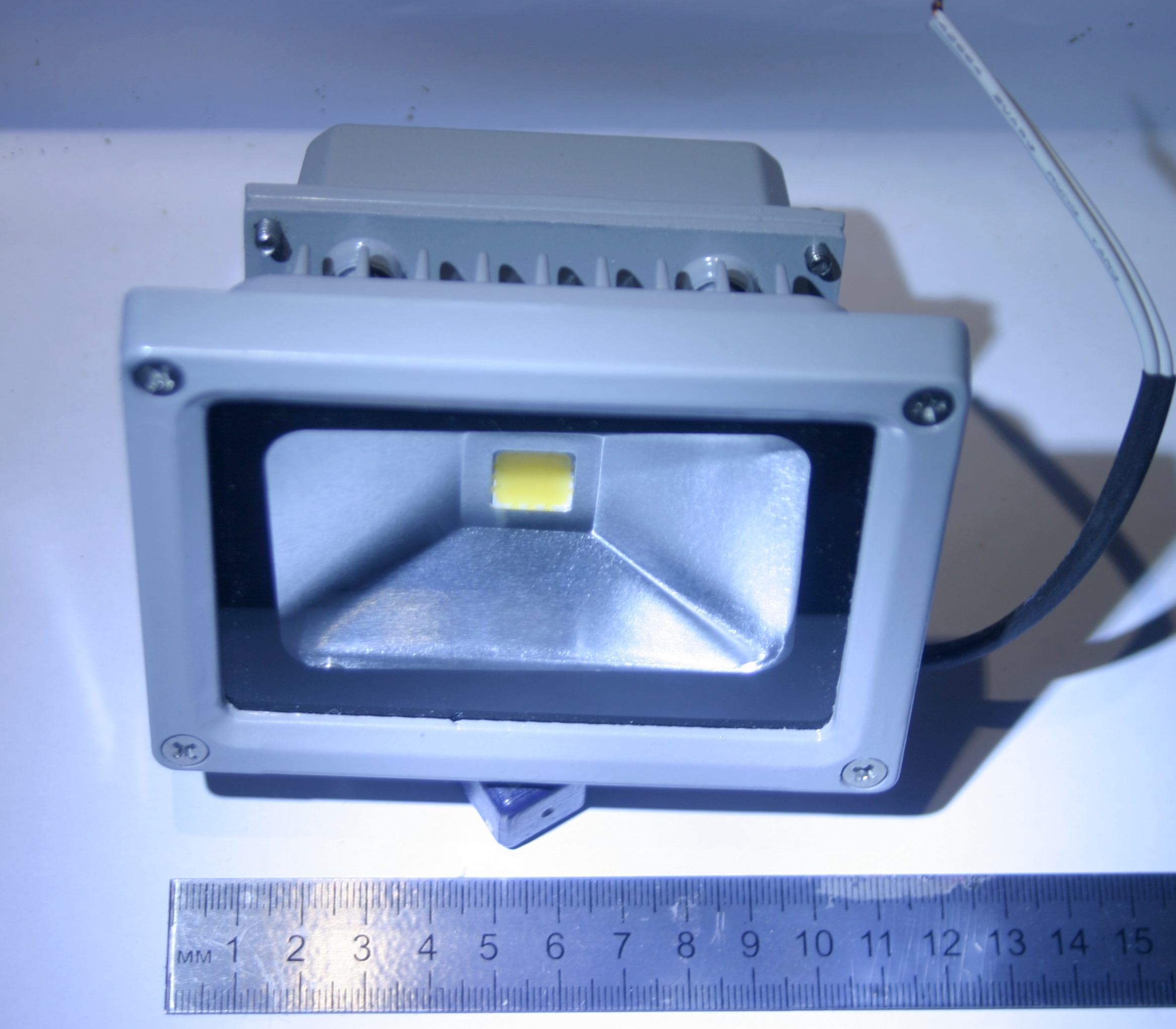
یک پروژکتور ساخته شده از ال‌ایی‌دی‌های کوب برای استفاده در محیط بیرون

آنها را می‌توان با ماژول‌های چندتراشه‌ای یا مدارهای ترکیبی مقایسه کرد، چرا که هرسه مورد توانسته‌اند چند قطعه را در یک واحد قرار دهند.
تراشه‌های روی برد به وفور در الکترونیک کاربرد دارند که معمولاً با قطره یا لکه قیر مانند روی آن شناخته می‌شوند که از جنس اپوکسی هست.

## ساختار

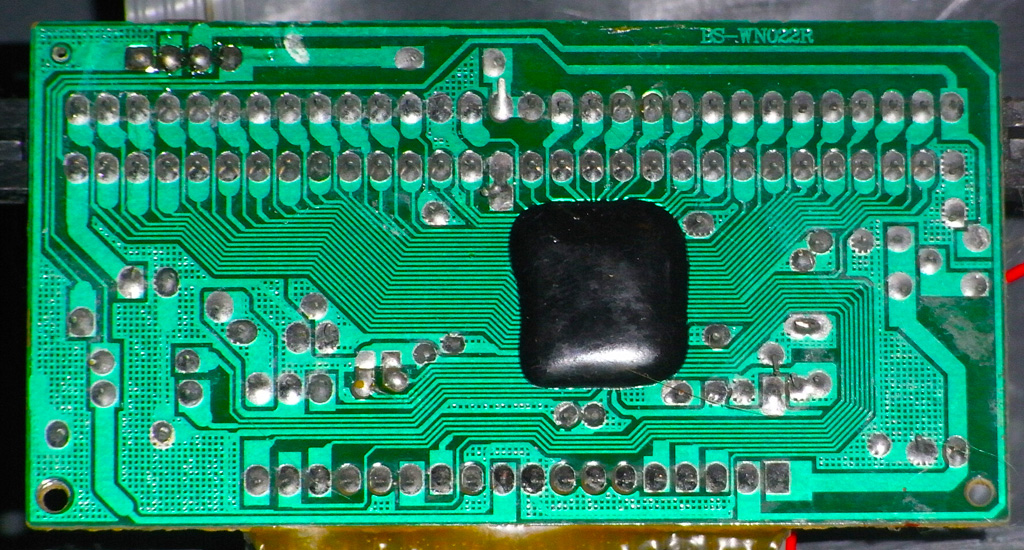
نمایی از یک‌نوع آی‌سی قیرکوب‌شده در وسط مدار

یک لایه نازک (یا اصطلاحاً یک ویفر از نیم‌رسانا) را به دایها (یا بخش‌های کوچک در طراحی مدارهای مجتمع) تقسیم می‌کنند. سپس هر یک از این دای‌ها را به پیوند PCB می‌خورند.
سه راه برای اتصال پایه‌های مدار مجتمع (یا سایر قطعات نیم‌رسانا) به بخش‌های رسانا فیبر چاپی (PCB) وجود دارد.

### تراشه برگردان
در روش اول قطعه را برمی‌گردانند و در برابر بخش رسانا برد قرار می‌گیرد. چند تکه قلع روی بخش‌های رسانا مدار چاپی (مسیرها) درست جاهایی که اتصال با تراشه مَدنظر هست، می‌ریزند. سپس برد و تراشه طی یک فرایند گرمادهی (هوادهی با هیتر) به یکدیگر متصل می‌شوند.

### بندزنی سیمی
در این روش تراشه را با یک عایق به برد می‌چسبانند، سپس تمامی پایانه‌های برد و تراشه را با سیم مناسب از طریق هویه کاری به یکدیگر متصل می‌کنند. این روش مثل اتصال تراشه به قاب پایه می‌باشد، با این تفاوت که این بار کل تراشه را به برد متصل می‌کنیم.

### بندزنی خودکار نواری
روش بندزنی خودکار نواری روشی است که در آن یک نوار تخت فلزی به تراشه چسبانده می‌شود، سپس به برد چاپی لحیم می‌شود.
در تمامی موارد تراشه و مسیرهای ارتباطی آن با برد پوشش داده می‌شوند؛ تا مانع ورود رطوبت یا گازهای خوردنده به تراشه شوند، یا اینکه از آسیب دیدن فیزیکی سیم‌ها یا نوارها جلوگیری شود و به رد و بدل کردن حرارت کمک کنند.
بخش زیرین مدار چاپی ممکن است در آخر کار به بخش‌های دیگر متصل شود، به‌طور مثال در یک ماشین حساب جیبی یا در یک ماژول چند تراشه ای ماژول ممکن است از طریق سوکت به بخش‌های دیگر برد وصل شود. برد سیم بندی زیرین ممکن است شامل لایه ای برای انتقال حرارت نیز باشد، و توسط یک قطعه توان مناسب کنترل شود. مثل LEDهای روشنایی یا نیم‌رساناهای قدرت گاهی نیز بخش زیرین باید شامل مشخصاتی باشد که بتواند باعث کاهش اتلاف گردد. به‌طور مثال در فرکانس‌های رادیویی اینگونه است.